# Musikjahr 1927
Liste der Musikjahre

◄◄ | ◄ | 1923 | 1924 | 1925 | 1926 | Musikjahr 1927 | 1928 | 1929 | 1930 | 1931 | ► | ►►

Weitere Ereignisse · Country-Musik
Dieser Artikel behandelt das Musikjahr 1927.

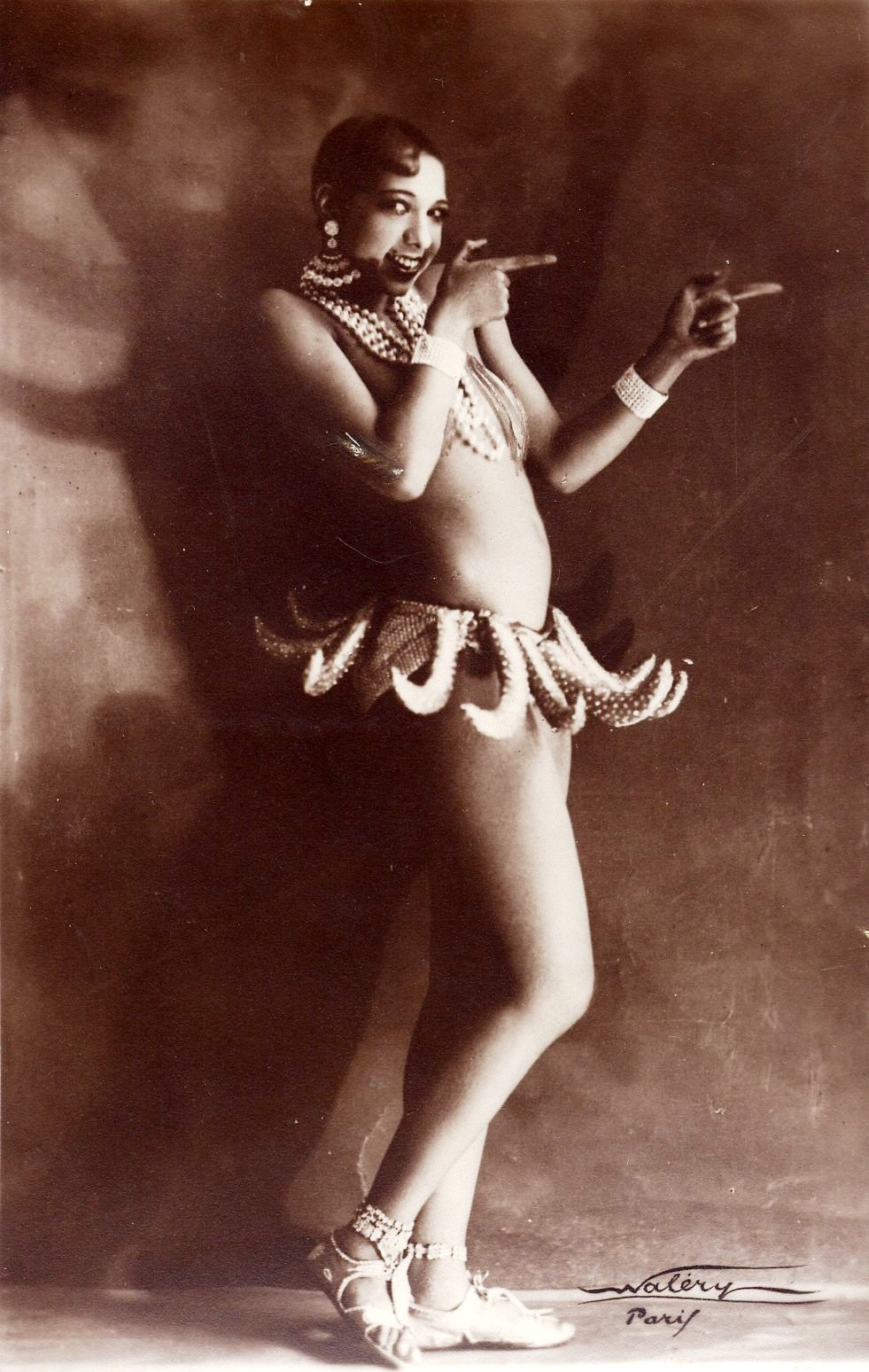
Josephine Baker im Bananenröckchen aus der Folies-Bergère-Produktion Un Vent de Folie (1927). Fotograf: Lucien Walery

## Ereignisse
- 08. Januar: Alban Bergs Lyrische Suite für Streichquartett wird in Wien uraufgeführt.
- 10. Januar: In Berlin wird der Spielfilm Metropolis von Fritz Lang uraufgeführt. Der bis dahin teuerste Film der deutschen Filmgeschichte ist ein finanzieller Flop und treibt die wegen des Parufamet-Vertrages mit Paramount und Metro-Goldwyn-Mayer ohnehin bereits defizitäre UFA in noch größere Schwierigkeiten. Die Filmmusik wurde von Gottfried Huppertz komponiert.
- 28. März: Mit dem Musical Rufus LeMaire’s Affairs wird in New York City eines der bis heute größten Theater am Broadway eröffnet, das Majestic Theatre.
- 19. April: Wegen „Obszönitäten“ in dem von ihr geschriebenen Broadwaystück Sex wird Mae West in New York City zu 10 Tagen Gefängnis verurteilt. Nach acht Tagen wird sie wegen guter Führung entlassen.
- 21. April: Elektrische Neuaufnahme von George Gershwins Rhapsody in Blue durch Paul Whitemans Orchester unter der Leitung von Nathaniel Shilkret mit Gershwin am Klavier.
- 01. Juli: Bela Bartóks 1. Klavierkonzert wird in Frankfurt vom Komponisten am Klavier und unter der Leitung von Wilhelm Furtwängler uraufgeführt.
- 04. August: Country-Sänger Jimmie Rodgers nimmt seine ersten Songs für Victor Talking Machine Company in Camden auf.
- 13. August: Die BBC, die in der Nähe der Queen’s Hall im Broadcasting House heute noch Radioprogramme produziert, übernimmt die Leitung der Proms-Konzerte und überträgt das erste Konzert.
- 06. Oktober: In New York wird mit dem von Warner Bros. produzierte Spielfilm The Jazz Singer der erste abendfüllende Tonfilm der Geschichte uraufgeführt.
- 05. Dezember: Die Glagolitische Messe von Leoš Janáček wird in Brünn uraufgeführt.
- Benjamin Britten lernt Frank Bridge beim Norfolk and Norwich Festival kennen und wird im Alter von 14 Jahren sein Schüler.
- Witold Lutosławski studiert am Warschauer Konservatorium.
- Louis Armstrong and his Hot Seven, Big Bill Broonzy, die Carter Family, Jim Jackson, Blind Willie McTell und The Soul Stirrers beginnen ihre Aufnahmekarriere.
- Blind Willie Johnson nimmt seinen Song Dark Was the Night, Cold Was the Ground auf.

## Instrumentalmusik
- Paul Graener: Nacht- und Spukgesänge [Zehn] Galgenlieder (op. 79) Texte: Christian Morgenstern; Gotische Suite (op. 74); Emil Mattiesen gewidmet; Konzert a-Moll (op. 78) für Violoncello und Kammerorchester; Drei Intermezzi (op. 77)
- Paul Hindemith: Acht Stücke für Flöte allein; Kammermusik Nr. 5 für Bratsche und Orchester (op. 36 Nr. 4); Kammermusik Nr. 7 für Orgel, Bläser und Bässe (op. 46 Nr. 2)
- Charles Ives: Uraufführung der ersten beiden Sätze der 4. Sinfonie unter Leitung von Eugène Goossens am 29. Januar
- Darius Milhaud: Violinkonzert Nr. 1 op. 93
- Carl Nielsen: Flötenkonzert; En Fantasirejse til Færøerne (Eine Fantasiereise zu den Färöern) Rhapsodische Ouvertüre.
- Maurice Ravel: Violinsonate Nr. 2 fertiggestellt.
- Ethel Smyth: Konzert für Violine, Horn und Orchester
- Ralph Vaughan Williams: Six Studies in English Folksong für Violoncello und Klavier; Along the Field für Gesang und Violine.

## Musiktheater
- 08. Januar: Uraufführung der Oper Penthesilea von Othmar Schoeck an der Semperoper in Dresden
- 28. Januar: Uraufführung der Oper Angélique von Jacques Ibert in Paris
- 10. Februar: Uraufführung der Jazzoper Jonny spielt auf von Krenek am Neuen Theater in Leipzig
- 21. Februar: Uraufführung der Operette Der Zarewitsch von Franz Lehár am Deutschen Künstler-Theater in Berlin
- 17. Februar: Uraufführung der Oper Hanneles Himmelfahrt von Paul Graener in Dresden
- 22. April: Uraufführung der Operette Drei arme kleine Mädels von Walter Kollo im Theater am Nollendorfplatz, Berlin
- 26. Mai: Uraufführung der Operette Märchen im Schnee von Robert Stolz am Johann Strauß-Theater in Wien
- 30. Mai: konzertante Uraufführung der Oper Oedipus Rex von Igor Strawinsky
- 15. Juli Uraufführung der Miniaturoper Hin und zurück von Paul Hindemith in Baden-Baden.
- 17. Juli: Das Songspiel Mahagonny wird in Baden-Baden uraufgeführt. Komponist ist Kurt Weill, die Texte stammen von Bertolt Brecht. Die spätere Oper Aufstieg und Fall der Stadt Mahagonny greift auf Elemente des gute Kritiken erhaltenden Songspiels zurück.
- 13. September: Im Wiener Theater an der Wien wird die Operette Die gold’ne Meisterin von Edmund Eysler uraufgeführt. Das Stück mit dem Libretto von Julius Brammer und Alfred Grünwald beschert dem Komponisten seinen größten Erfolg.
- 07. Oktober: Uraufführung der Oper Das Wunder der Heliane von Erich Wolfgang Korngold in Hamburg
- 12. Dezember: Uraufführung der Oper Le pauvre matelot von Darius Milhaud an der Opéra-Comique in Paris
- 18. November: Uraufführung der Oper La Campana sommersa (Die versunkene Glocke) von Ottorino Respighi an der Hamburgischen Staatsoper.
- 22. November: Uraufführung des Musicals Funny Face von George Gershwin im Alvin Theatre in New York City.
- 23. Dezember: Uraufführung der Operette Eine einzige Nacht von Robert Stolz am Carltheater in Wien.
- 25. Dezember: Uraufführung der Operette Die blonde Liselott von Eduard Künneke in Altenburg
- 28. Dezember: Uraufführung der Oper Antigone von Arthur Honegger am Théâtre de la Monnaie in Brüssel
- 29. Dezember: Die tragische Oper Sly ovvero La leggenda del dormiente risvegliato des deutsch-italienischen Komponisten Ermanno Wolf-Ferrari hat in Mailand Premiere.

Weitere Bühnenwerksuraufführungen
- Emmerich Kálmán: Golden Dawn (Operette)
- Oscar Straus: Die Königin (Operette)
- Walter Kollo: Der Juxbaron, (Filmmusik)
- Ralph Benatzky: Alles aus Liebe (musikalische Revue) komponiert zusammen mit anderen Komponisten

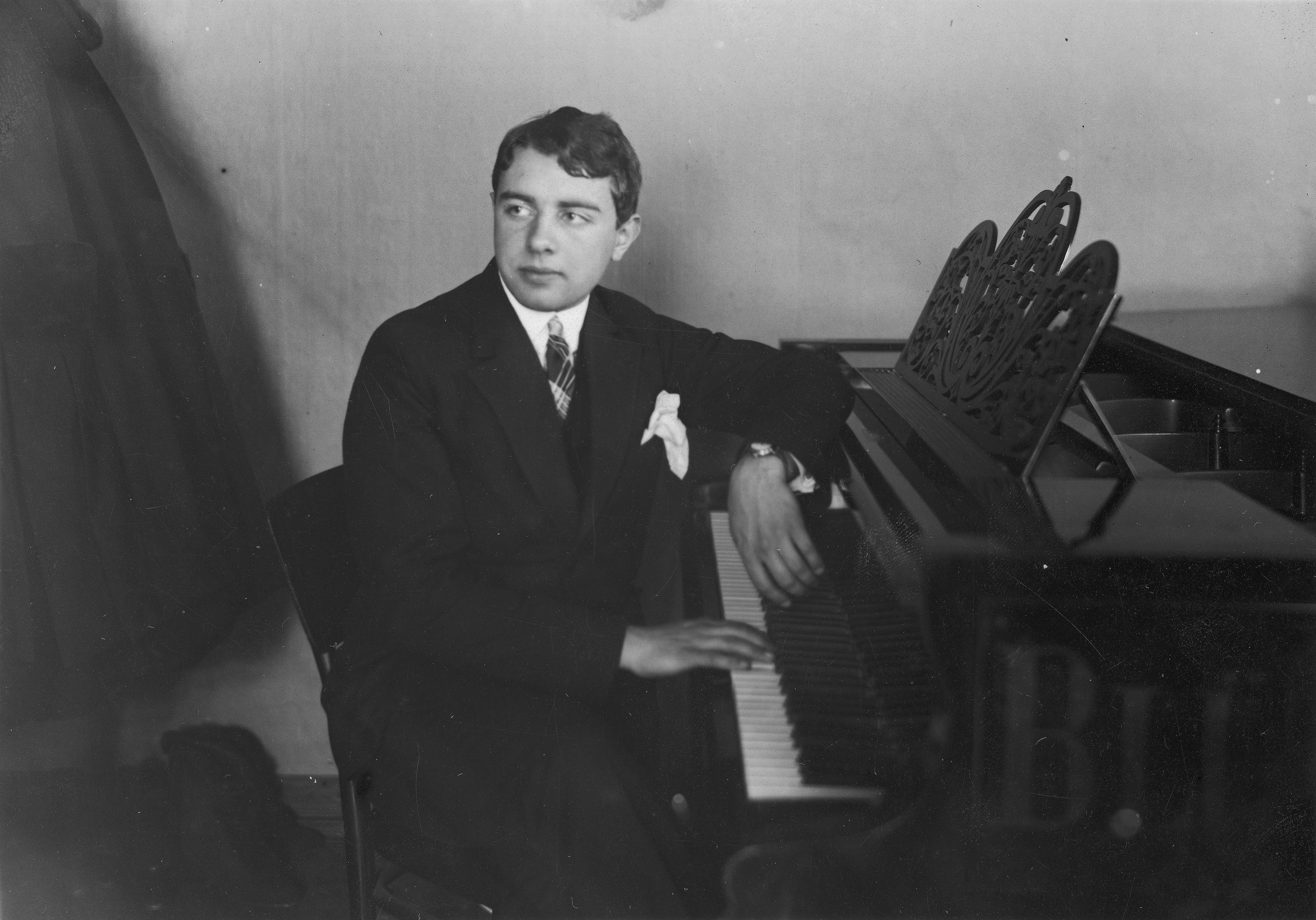
Lew Oborin (1927)

## Vokalmusik
- Juhan Aavik: Pisike pimp-pambuke, Text: Karl Eduard Sööt – Scherzlied für Männerchor[1]
- Moyshe Nadir: Der Rebbe Elimelech – jiddisches Lied

## Gründungen
- Stadtsing- und Musikschule Kolbermoor

## Musikpreise und Ehrungen
- Der erste internationale Chopin-Wettbewerb findet in der Warschauer Nationalphilharmonie statt. Den 1. Preis erhält Lew Oborin, den 2. Preis Stanisław Szpinalski und den 3. Preis Róża Etkin-Moszkowska.

## Film
- Der Rastelbinder – österreichische Verfilmung von Franz Lehárs gleichnamiger Operette mit Louis Treumann, Franz Glawatsch, Oskar Marion und Robert Valberg in den Hauptrollen

## Neuveröffentlichungen (Auswahl)

### Lieder und Kompositionen
| Lied                                        | Text            | Musik                     | Erstinterpret                 | Label                     | Veröffentlichung | Genre | Weitere Informationen               |
| ------------------------------------------- | --------------- | ------------------------- | ----------------------------- | ------------------------- | ---------------- | ----- | ----------------------------------- |
| Blue Skies                                  | Irving Berlin   | Irving Berlin             | Ben Selvins                   |                           | 1927             | Jazz  | Jazzstandard                        |
| Diane                                       | Lew Pollack     | Ernö Rapée                |                               | Paramount Pictures Studio | 1927             | Jazz  | für den Film 7th Heaven geschrieben |
| Ich hab mich am Rhein in ein Mädel verliebt | Fritz Rotter    | Austin Egen, Franz Doelle |                               |                           | 1927             |       | Theaterlied                         |
| Stardust                                    | Mitchell Parish | Hoagy Carmichael          | Hoagy Carmichael and His Pals | Gennett Records           | 31. Oktober 1927 | Jazz  | Jazzstandard                        |

## Geboren

### Januar
- 01. Januar: Maurice Béjart, französischer Balletttänzer und Choreograf († 2007)
- 01. Januar: Juliusz Łuciuk, polnischer Komponist († 2020)
- 05. Januar: Werner Baumgart, deutscher Saxophonist und Arrangeur († 2009)
- 08. Januar: Uzi Wiesel, israelischer Cellist und Musikpädagoge († 2019)
- 10. Januar: Johnnie Ray, US-amerikanischer Sänger († 1990)
- 10. Januar: Guillermo Rubalcaba, kubanischer Pianist, Komponist und Leiter von Charanga-Orchestern († 2015)
- 11. Januar: Franz Bummerl, tschechischer Musiker und Komponist († 2011)
- 11. Januar: Marta Hidy, kanadische Geigerin, Dirigentin und Musikpädagogin († 2010)
- 12. Januar: Leopoldo Federico, argentinischer Bandoneonist und Tangokomponist († 2014)
- 12. Januar: Salvatore Martirano, US-amerikanischer Komponist († 1995)
- 13. Januar: Liz Anderson, US-amerikanische Country-Sängerin und -Songschreiberin († 2011)
- 17. Januar: Eartha Kitt, US-amerikanische Sängerin und Schauspielerin († 2008)
- 17. Januar: Donald Erb, US-amerikanischer Komponist († 2008)
- 24. Januar: Gerd Puls, deutscher Dirigent, Chorleiter und Generalmusikdirektor († 2013)
- 24. Januar: Rüdiger Seitz, österreichischer Komponist und Musikpädagoge († 1991)
- 25. Januar: Antônio Carlos Jobim, brasilianischer Sänger und Komponist († 1994)
- 25. Januar: Ivar Wefring, norwegischer Jazzmusiker († 1978)
- 28. Januar: George Balch Wilson, US-amerikanischer Komponist und Musikpädagoge († 2021)
- 30. Januar: Ahmed Abdul-Malik, US-amerikanischer Jazzmusiker († 1993)

### Februar
- 01. Februar: Rick Wilkins, kanadischer Komponist, Arrangeur, Saxophonist und Dirigent

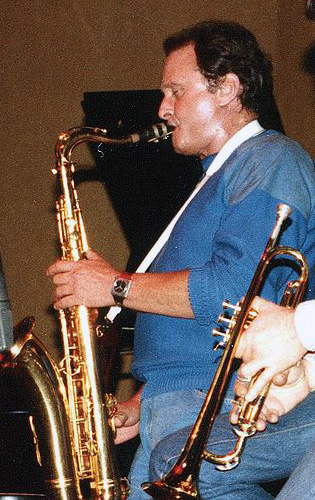
Stan Getz; * 2. Februar

- 02. Februar: Stan Getz, US-amerikanischer Tenorsaxophon († 1991)
- 03. Februar: Hans-Georg Arlt, deutscher Violinist († 2011)
- 03. Februar: Paul Knopf, US-amerikanischer Jazzpianist und Komponist († 2023)
- 06. Februar: Charles Gerhardt, US-amerikanischer Dirigent, Arrangeur, Toningenieur und Musikproduzent († 1999)

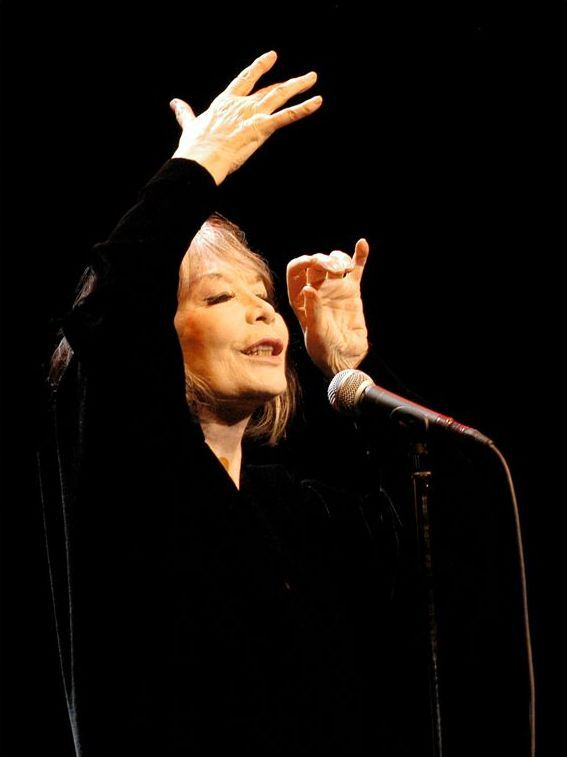
Juliette Gréco; * 7. Februar

- 07. Februar: Juliette Gréco, französische Chansonsängerin und Schauspielerin († 2020)
- 07. Februar: Michel Hausser, französischer Jazzvibraphonist († 2024)
- 07. Februar: Laurie Johnson, englischer Komponist († 2024)

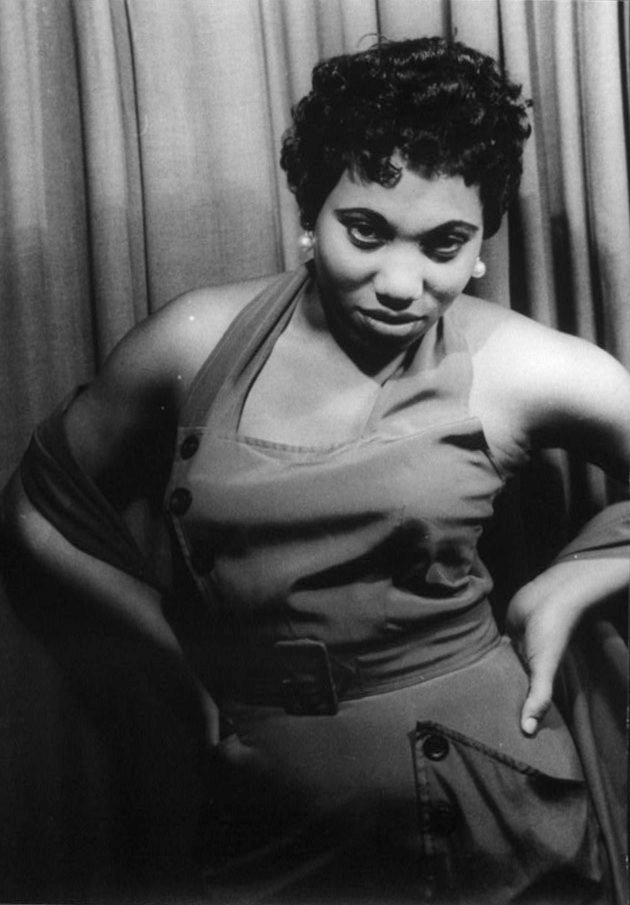
Leontyne Price; * 10. Februar

- 10. Februar: Leontyne Price, US-amerikanische Konzert- und Opernsängerin
- 11. Februar: Johannes Menskes, deutscher Chorleiter und Komponist († 2021)
- 12. Februar: Jorge Dragone, argentinischer Bandleader, Tangopianist und -komponist († 2020)
- 12. Februar: Gerhard Mey, deutscher Konzertpianist und Weber-Preisträger († 1997)
- 14. Februar: Hans Kann, österreichischer Pianist und Komponist († 2005)
- 19. Februar: Traugott Timme, deutscher Kirchenmusiker († 2006)
- 20. Februar: Ibrahim Ferrer, kubanischer Musiker († 2005)
- 21. Februar: Walter S. Hartley, US-amerikanischer Komponist († 2016)
- 21. Februar: Pierre Mercure, kanadischer Komponist und Fernsehproduzent († 1966)
- 22. Februar: David Ahlstrom, US-amerikanischer Komponist und Musikpädagoge († 1992)
- 22. Februar: Guy Mitchell, US-amerikanischer Popsänger und Filmschauspieler († 1999)
- 23. Februar: Karel Hron, tschechischer Organist und Musikpädagoge († 2010)
- 23. Februar: Ivan Hrušovský, slowakischer Komponist, Musikwissenschaftler und Musikpädagoge († 2001)
- 24. Februar: Earl Peterson, US-amerikanischer Country-Musiker († 1971)

### März

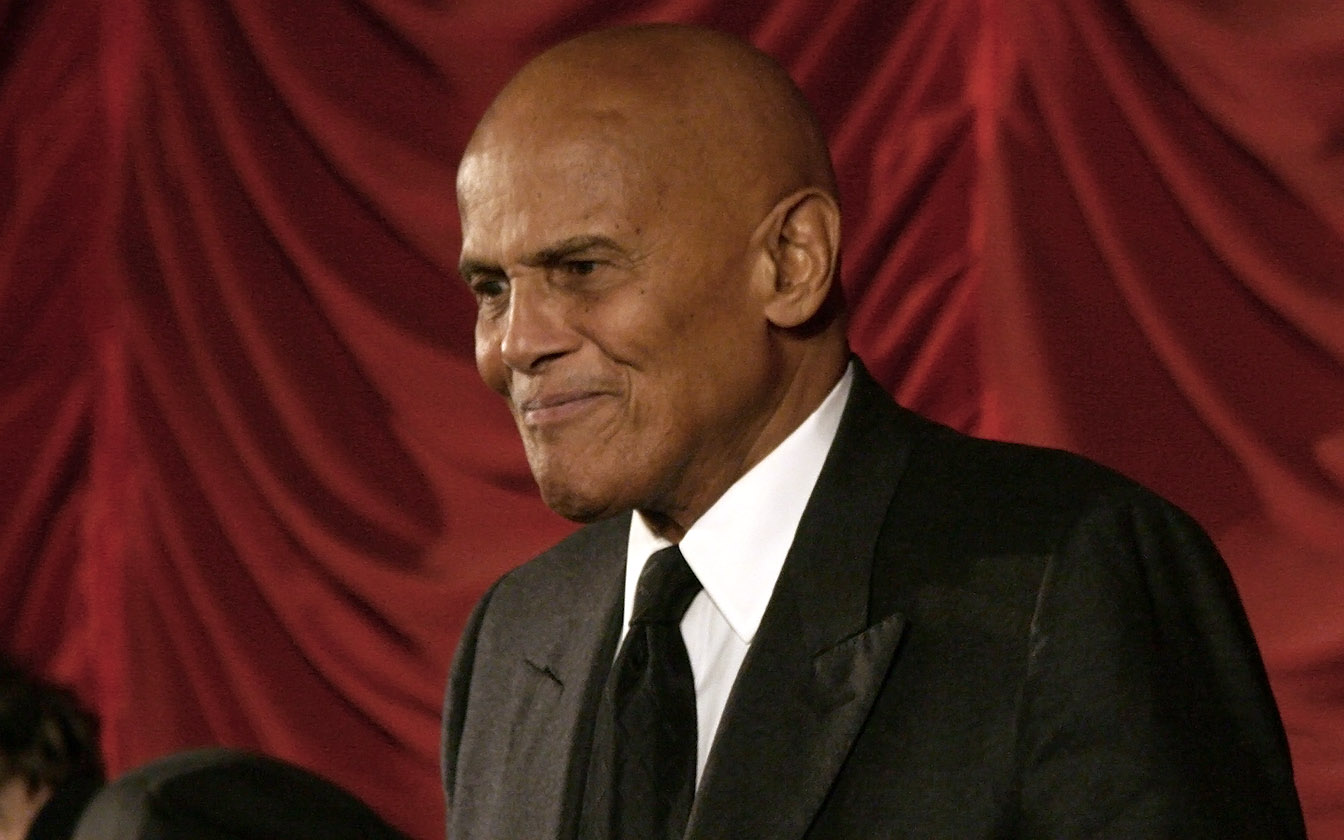
Harry Belafonte; * 1. März

- 01. März: Harry Belafonte, US-amerikanischer Sänger, Schauspieler, Entertainer und Bürgerrechtler († 2023)
- 01. März: Anneliese Zänsler, deutsche Opern- und Operettensängerin, Gesangspädagogin und Musikwissenschaftlerin († 2023)
- 02. März: Witold Szalonek, polnischer Komponist († 2001)
- 03. März: Albert Arbeiter, österreichischer Musikwissenschaftler, Dirigent, Pianist, Korrepetitor, Musikpädagoge und Gymnasiallehrer († 2023)
- 03. März: Tommy McCook, jamaikanischer Tenorsaxofonist († 1998)
- 04. März: Soroku Murata, japanischer Geigenbauer († 2020)
- 05. März: Jack Cassidy, US-amerikanischer Schauspieler, Sänger († 1976)
- 07. März: Josep Maria Espinàs i Massip, katalanischer Schriftsteller und Journalist († 2023)
- 08. März: Josef Berg, tschechischer Komponist († 1971)
- 08. März: Dick Hyman, US-amerikanischer Jazz-Pianist
- 09. März: Will Ferdy, belgischer Sänger, Komponist, Autor und Schauspieler († 2022)
- 09. März: Bezerra da Silva, brasilianischer Liedermacher († 2005)
- 12. März: Eduardo Charpentier de Castro, panamaischer Flötist, Dirigent, Komponist und Musikpädagoge († 2019)
- 12. März: Georg Hörtnagel, deutscher Kontrabassist und Konzertagent († 2020)
- 13. März: Dan Wallin, US-amerikanischer Tonmeister († 2024)
- 14. März: Albert Nagele, österreichischer Komponist und Oboist († 1999)
- 14. März: Adam Edward Semeniuk, kanadischer Country-Musiker († 2017)
- 15. März: Wyn Lodwick, walisischer Jazzmusiker (Klarinette) († 2024)
- 15. März: Aaron Rosand, US-amerikanischer Geiger und Musikpädagoge († 2019)
- 15. März: Carl Smith, US-amerikanischer Country-Sänger († 2010)
- 16. März: Ruby Braff, US-amerikanischer Kornettist († 2003)
- 17. März: Betty Allen, US-amerikanische Mezzo-Sopranistin und Dozentin († 2009)
- 17. März: Lutz Landers, österreichischer Sänger, Schauspieler und Chemiker († 2015)
- 18. März: John Kander, US-amerikanischer Komponist
- 20. März: John Joubert, englischer Komponist († 2019)
- 21. März: Robert-Alexander Bohnke, Pianist († 2004)
- 21. März: Mariko Miyagi, japanische Sängerin, Schauspielerin, Regisseurin und Wohltäterin († 2020)
- 23. März: Osvaldo Lacerda, brasilianischer Komponist und Musikpädagoge († 2011)
- 27. März: Mo Ostin, US-amerikanischer Musikproduzent, Leiter von Warner Bros. Records († 2022)

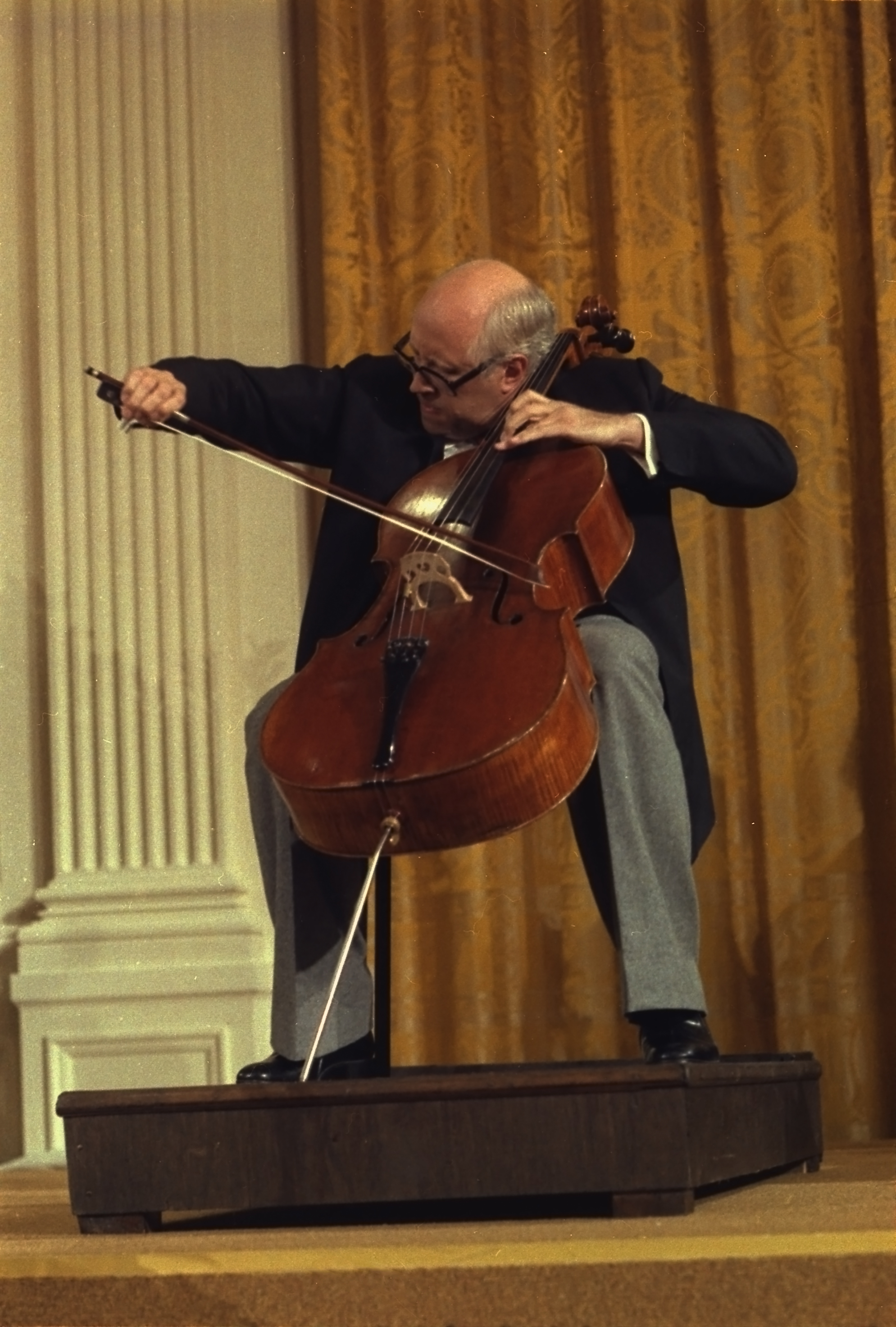
Mstislaw Rostropowitsch; * 27. März

- 27. März: Mstislaw Rostropowitsch, russischer Cellist und Dirigent († 2007)
- 29. März: Wilma Cozart Fine, US-amerikanische Musikproduzentin († 2009)
- 30. März: Karola Ágai, ungarische Opernsängerin († 2010)

### April
- 03. April: Ladislav Burlas, slowakischer Komponist und Musikwissenschaftler († 2024)

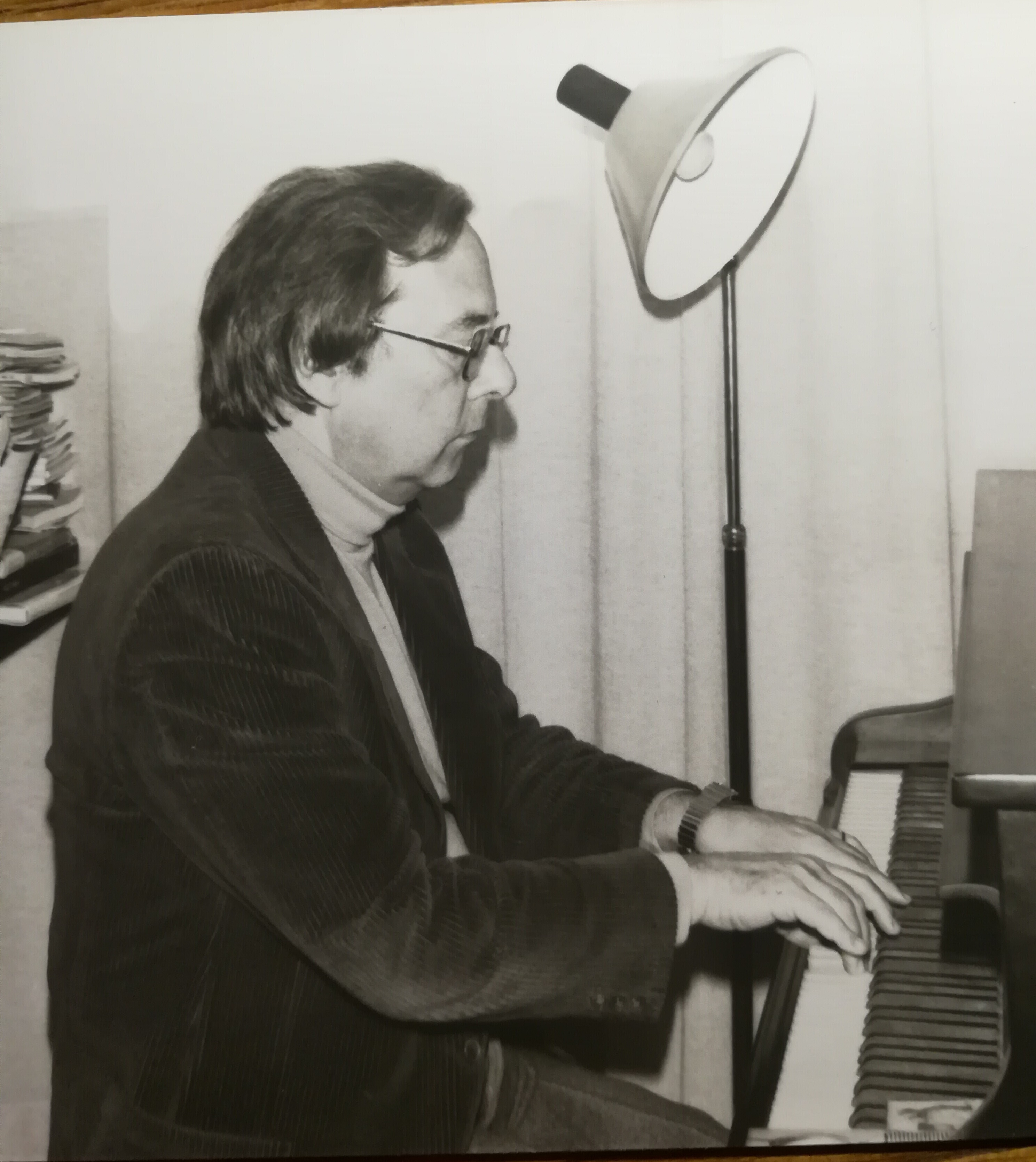
Bruno Mezzena; * 4. April

- 04. April: Bruno Mezzena, italienischer Pianist und Komponist († 2017)

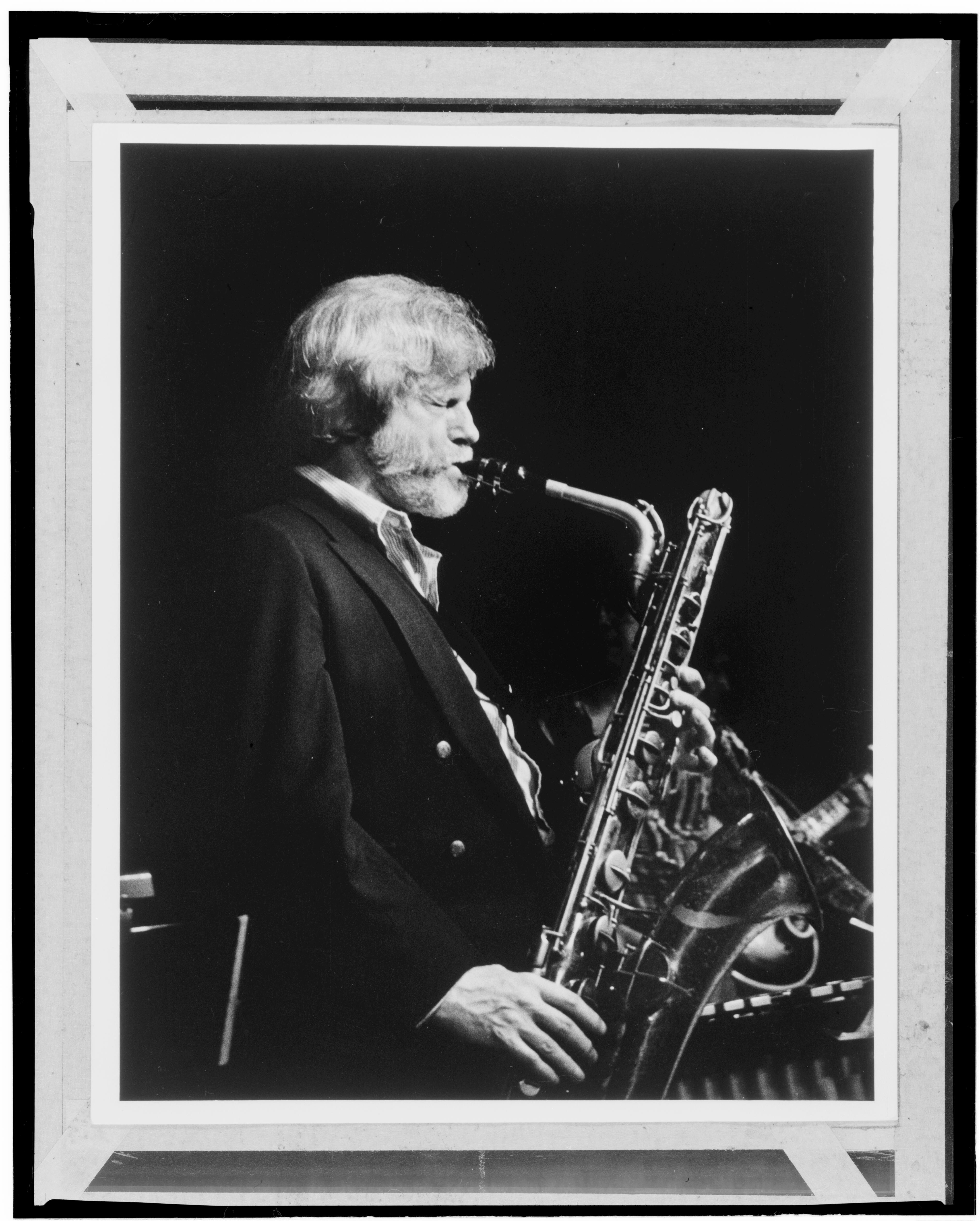
Gerry Mulligan; * 6. April

- 06. April: Gerry Mulligan, US-amerikanischer Jazzmusiker und Komponist († 1996)
- 10. April: Luigi Alva, peruanischer Opernsänger († 2025)
- 10. April: George Freeman, US-amerikanischer Jazz-Gitarrist und Tenorsaxophonist († 2025)
- 10. April: Mohammad Taghi Massoudieh, iranischer Musikethnologe und Komponist († 1999)
- 10. April: Warren Thew, US-amerikanisch-schweizerischer Pianist, Komponist, Lyriker und Zeichner († 1984)
- 11. April: Alberto Testa, italienischer Komponist, Sänger und Liedtexter († 2009)
- 12. April: Günther Leib, deutscher Opernsänger († 2024)
- 15. April: Lothar Knessl, österreichischer Komponist, Musikredakteur und Musikfunktionär († 2022)
- 18. April: Günter Fredrich, deutscher Komponist, Dirigent und Musikpädagoge († 2008)
- 19. April: John Diercks, US-amerikanischer Komponist und Pianist († 2020)
- 21. April: Robert Savoie, kanadischer Sänger und Musikpädagoge († 2007)
- 22. April: Laurel Aitken, kubanischer Sänger und Songwriter († 2005)
- 23. April: Ossi Runne, finnischer Trompeter, Komponist und Dirigent († 2020)
- 25. April: Siegfried Palm, deutscher Cellist († 2005)
- 25. April: Ernst Widmer, schweizerisch-brasilianischer Komponist († 1990)
- 27. April: Connie Kay, US-amerikanischer Schlagzeuger († 1994)
- 28. April: Guy Duijck, belgischer Komponist und Professor († 2008)
- 29. April: Cecil James McNeely, US-amerikanischer Rhythm-&-Blues-Saxophonist († 2018)

### Mai
- 01. Mai: Gary Bertini, israelischer Dirigent und Komponist († 2005)
- 03. Mai: David Rosenmann-Taub, chilenischer Lyriker und Pianist († 2023)
- 05. Mai: Charles Rosen, US-amerikanischer Pianist und Musiktheoretiker († 2012)
- 09. Mai: Nicolae Beloiu, rumänischer Komponist und Musikpädagoge († 2003)
- 09. Mai: Carlos Piantini, dominikanischer Geiger und Dirigent († 2010)
- 12. Mai: Barbara Dane, US-amerikanische Musikerin, Musikproduzentin und Aktivistin († 2024)
- 13. Mai: Fred Hellerman, US-amerikanischer Gitarrist, Folksänger, Produzent und Songwriter († 2016)
- 13. Mai: Waldemar Schieber, deutscher Hornist († 2023)
- 16. Mai: Paul Angerer, österreichischer Dirigent und Komponist († 2017)
- 16. Mai: Pavlina Apostolova, jugoslawische Opernsängerin († 2018)
- 18. Mai: Hans Huber, deutscher Kapellmeister, Komponist und Jazz-Pianist († 2023)
- 20. Mai: Walter E. Aschaffenburg, US-amerikanischer Komponist († 2005)
- 21. Mai: Bill Holman, US-amerikanischer Jazzmusiker († 2024)
- 21. Mai: Sabri Khan, indischer Sarangispieler († 2015)
- 24. Mai: Jadwiga Wysoczanská-Štrosová, tschechoslowakische Opernsängerin († 2021)
- 25. Mai: Paul Oliver, britischer Architekturhistoriker und Bluesforscher († 2017)
- 26. Mai: Antonio Prieto, chilenischer Sänger und Schauspieler († 2011)
- 27. Mai: Walter Schönheit, deutscher Kantor, Organist und Chorleiter († 1985)
- 29. Mai: Wolfgang Roscher, deutscher Musikpädagoge († 2002)

### Juni
- 01. Juni: Dagwyn Luwsanscharaw, mongolischer Sänger, Komponist und Schauspieler († 2014)
- 02. Juni: Juan Vasallo, argentinischer Tango-Kontrabassist († 1995)
- 02. Juni: Lotte Jekéli, deutsche Pianistin und Klavierpädagogin († 2018)
- 03. Juni: Pavel Staněk, tschechischer Dirigent und Komponist († 2025)
- 04. Juni: Willy Hagara, österreichischer Schlagersänger und Schauspieler († 2015)
- 08. Juni: Çesk Zadeja, albanischer Komponist und Musikwissenschaftler († 1997)

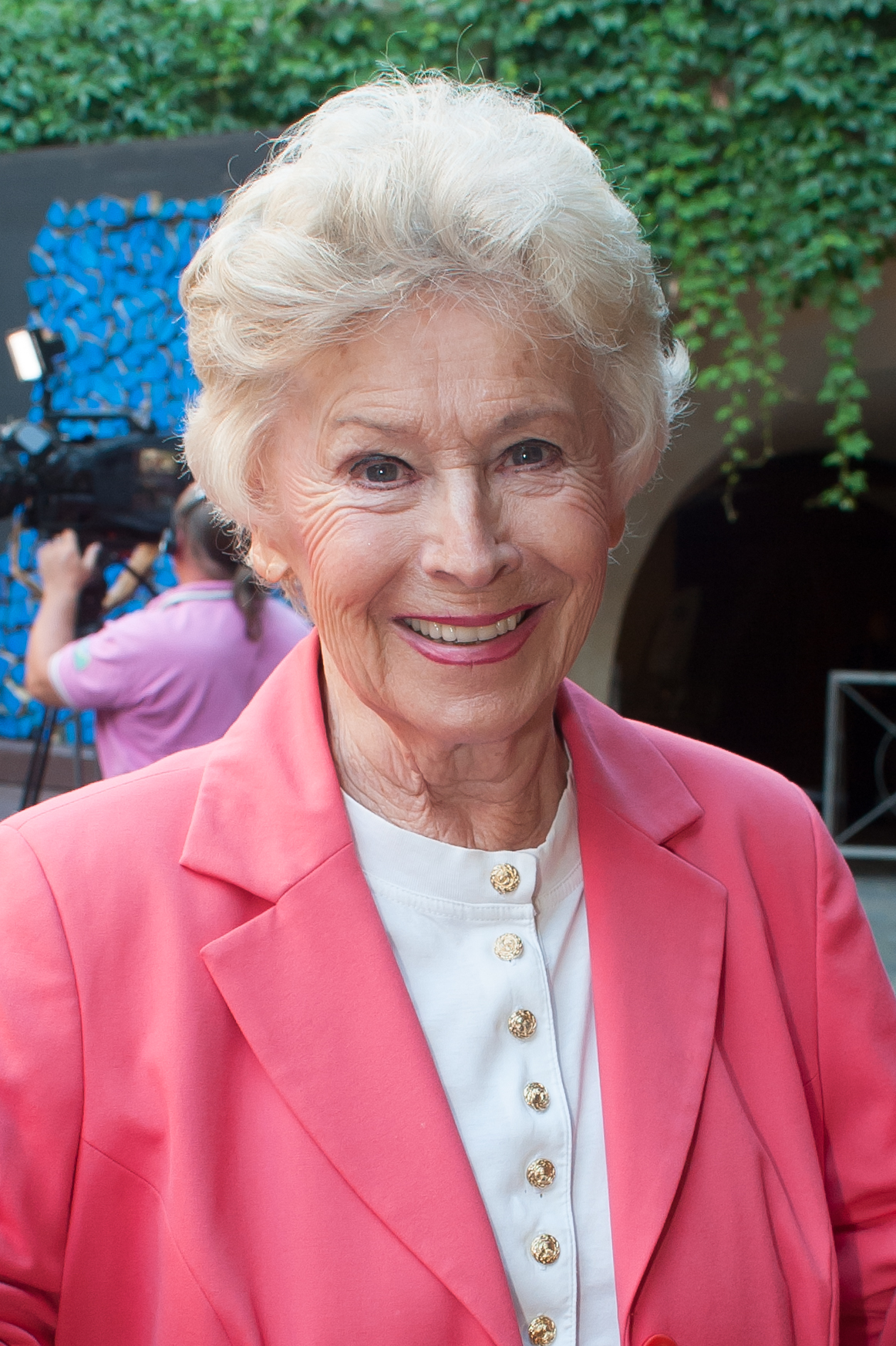
Waltraut Haas; * 9. Juni

- 09. Juni: Waltraut Haas, österreichische Schauspielerin und Sängerin († 2025)
- 11. Juni: Beryl Grey, britische Balletttänzerin und Choreografin († 2022)
- 12. Juni: Al Fairweather, britischer Musiker († 1993)
- 13. Juni: Slim Dusty, australischer Sänger und Songwriter († 2003)
- 14. Juni: Gert Augst, deutscher Kirchenmusiker († 2005)
- 15. Juni: Tsegmidiin Namsraidschaw, mongolischer Komponist († 1987)
- 17. Juni: Charles Austin, US-amerikanischer Jazztrompeter († 2012)

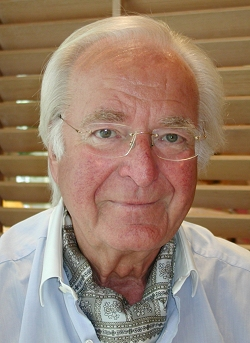
Martin Böttcher; * 17. Juni

- 17. Juni: Martin Böttcher, deutscher Filmkomponist und Dirigent († 2019)
- 17. Juni: Bernd Rabe, deutscher Musiker († 2001)
- 18. Juni: Lutz Jahoda, deutscher Schauspieler, Entertainer, Sänger und Autor
- 21. Juni: José Antonio Méndez, kubanischer Sänger, Gitarrist und Komponist († 1989)
- 23. Juni: Kenneth McKellar, britischer Tenorsänger († 2010)
- 23. Juni: Rolf Alexander Wilhelm, deutscher Film- und Fernsehkomponist († 2013)
- 24. Juni: Ronnie Lang, US-amerikanischer Jazz- und Studiomusiker
- 24. Juni: Ion Pavalache, rumänischer Dirigent, Chorleiter und Musikpädagoge († 2007)
- 26. Juni: Hanns Petersen, deutscher Opernsänger, Musikhochschullehrer und Schlagersänger († 2006)
- 27. Juni: Johnny Walker, US-amerikanischer Blues-Pianist und Organist († 1999)
- 30. Juni: Mario Lanfranchi, italienischer Opern- und Filmregisseur († 2022)
- 30. Juni: Patricia Snell, kanadische Opernsängerin († 2021)

### Juli
- 01. Juli: Hans Eklund, schwedischer Komponist († 1999)

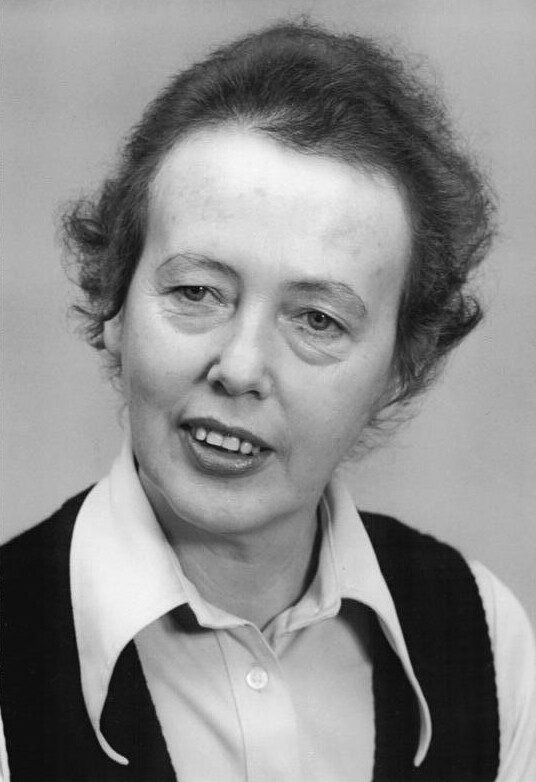
Ruth Berghaus; * 2. Juli

- 02. Juli: Ruth Berghaus, deutsche Regisseurin des Musiktheaters († 1996)
- 02. Juli: Gerónimo Pellerano, dominikanischer Sänger († 1991)
- 02. Juli: Brock Peters, US-amerikanischer Schauspieler und Sänger († 2005)
- 07. Juli: Hermi Ambros, deutsche Opernsängerin († 2020)
- 07. Juli: Doc Severinsen, US-amerikanischer Jazzmusiker
- 09. Juli: Ed Ames, US-amerikanischer Pop-Sänger und Schauspieler († 2023)
- 09. Juli: Hanswolf Scriba, deutscher Kirchenmusiker († 2008)
- 10. Juli: Marcel Azzola, französischer Jazzakkordeonist († 2019)
- 10. Juli: Werner Faulhaber, deutscher Opernsänger († 1953)
- 11. Juli: Herbert Blomstedt, schwedischer Dirigent
- 12. Juli: Françoys Bernier, kanadischer Dirigent, Pianist und Musikpädagoge († 1993)
- 12. Juli: Helmut Kirchgässner, deutscher Jazz- und Unterhaltungsmusiker (Piano, Arrangement, Komposition) († 1998)
- 13. Juli: Silvio Francesco, italienischer Entertainer, Sänger und Schauspieler († 2000)
- 15. Juli: Rowland Pack, kanadischer Cellist, Organist und Chorleiter († 1964)
- 16. Juli: Serge Baudo, französischer Dirigent

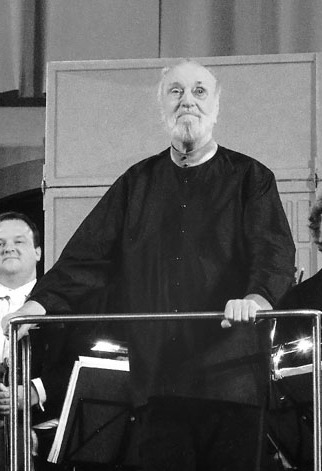
Kurt Masur; * 18. Juli

- 18. Juli: Kurt Masur, deutscher Dirigent († 2015)
- 20. Juli: Hans Georg Brunner-Schwer, deutscher Musikproduzent und Labelgründer (MPS) († 2004)
- 20. Juli: Michael Gielen, österreichischer Dirigent und Komponist († 2019)
- 22. Juli: Giuseppe Giorgio Englert, schweizerischer Komponist elektronischer Musik († 2007)
- 25. Juli: Bert Breit, österreichischer Komponist, Journalist, Filmemacher, Zeichner († 2004)
- 25. Juli: Richie Frost, US-amerikanischer Jazz- und Studiomusiker († 2023)
- 26. Juli: Charles Whittenberg, US-amerikanischer Komponist und Musikpädagoge († 1984)
- 31. Juli: Smoky Babe, US-amerikanischer Bluesmusiker († 1973)
- 31. Juli: Ștefan Niculescu, rumänischer Komponist († 2008)
- 31. Juli: Tony Thomas, britisch-US-amerikanischer Filmhistoriker, Fernseh- und Musikproduzent († 1997)
- 00. Juli: Ralph Gari, US-amerikanischer Musiker

### August
- 01. August: Jacky Spelter, deutscher Rock'n Roll Musiker († 2004)
- 07. August: Margrit Zimmermann, Schweizer Komponistin, Dirigentin, Pianistin und Musikpädagogin († 2020)
- 10. August: Mario Abbate, italienischer Sänger und Schauspieler († 1981)
- 10. August: Hugo Díaz, argentinischer Mundharmonikaspieler († 1977)
- 11. August: Raymond Leppard, britischer Dirigent, Komponist und Cembalist († 2019)
- 11. August: Jørgen Ryg, dänischer Jazzmusiker, Schauspieler und Comedian († 1981)
- 12. August: Bernie Piltch, kanadischer Jazzsaxophonist, -klarinettist und -flötist († 1983)
- 12. August: Porter Wagoner, US-amerikanischer Country-Sänger († 2007)
- 15. August: John Cranko, britischer Tänzer und Choreograf († 1973)
- 17. August: Sam Butera, US-amerikanischer Saxophonist und Arrangeur († 2009)
- 18. August: Al Coleman, US-amerikanischer Jazzmusiker (Schlagzeug) († 2024)
- 23. August: Martial Solal, französischer Jazzmusiker († 2024)
- 24. August: David Wooldridge, britischer Dirigent und Komponist († 1998)
- 27. August: Morris Levy, US-amerikanischer Schallplattenempresario († 1990)
- 29. August: Forrest Westbrook, US-amerikanischer Jazzpianist († 2014)
- 29. August: Red Kelly, US-amerikanischer Jazz-Bassist († 2004)
- 30. August: Piet Kee, niederländischer Organist und Komponist († 2018)

### September
- 03. September: Wayne Peterson, US-amerikanischer Komponist und Hochschullehrer († 2021)
- 08. September: Ģederts Ramans, lettischer Komponist († 1999)
- 08. September: Specs Wright, US-amerikanischer Jazzschlagzeuger († 1963)
- 09. September: Elvin Jones, US-amerikanischer Musiker († 2004)
- 10. September: Inna Alexejewna Barsowa, sowjetische bzw. russische Musikwissenschaftlerin und Hochschullehrerin
- 10. September: Albert Benz, Schweizer Komponist und Dirigent († 1988)
- 10. September: Johnny Keating, schottischer Jazzmusiker und Orchesterleiter († 2015)
- 11. September: Myrta Silva, puerto-ricanische Sängerin und Komponistin († 1987)
- 12. September: Mathé Altéry, französische Sopranistin
- 13. September: Melitta Muszely, österreichische Opernsängerin († 2023)
- 14. September: Edwin Gordon, US-amerikanischer Musikpädagoge und -psychologe († 2015)

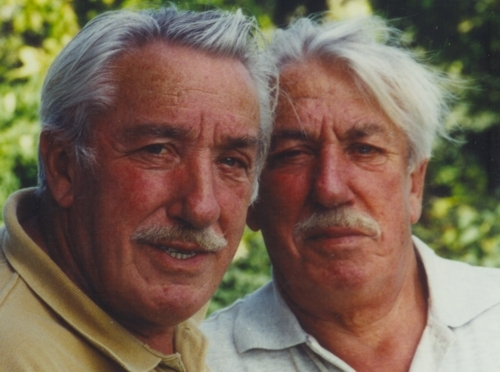
Hein & Oss; * 17. September

- 17. September: Hein († 2016) & Oss († 2019), deutsche Liedermacher und Sänger
- 17. September: Franz Mohr, deutscher Autor und Klaviertechniker († 2022)
- 20. September: Ingmar Glanzelius, schwedischer Jazzmusiker, Musikkritiker und Dramatiker († 2021)
- 20. September: Red Mitchell, US-amerikanischer Jazzbassist († 1992)
- 21. September: Manuel Troncoso, dominikanischer Komponist († 2012)
- 22. September: Colette Deréal, französische Chansonsängerin und Schauspielerin († 1988)
- 23. September: Mighty Joe Young, US-amerikanischer Blues-Gitarrist, Sänger und Songschreiber († 1999)
- 24. September: Erika Frieser, deutsche Pianistin und Hochschullehrerin († 2011)

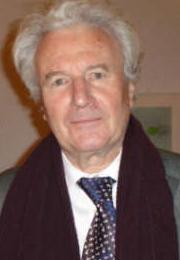
Sir Colin Davis; * 25. September

- 25. September: Colin Davis, britischer Dirigent († 2013)
- 25. September: Earl Zindars, US-amerikanischer Jazz-Komponist und Percussionist († 2005)
- 27. September: Richard Hadlock, US-amerikanischer Jazzmusiker († 2022)
- 27. September: Boris Porena, italienischer Komponist und Kulturphilosoph († 2022)
- 30. September: Hossein Dehlavi, iranischer Musiker, Komponist und Dirigent († 2019)

### Oktober
- 04. Oktober: Virginia Luque, argentinische Tangosängerin und Schauspielerin († 2014)
- 06. Oktober: Paul Badura-Skoda, österreichischer Pianist († 2019)
- 06. Oktober: Birgit Brüel, dänische Sängerin und Schauspielerin († 1996)
- 07. Oktober: Kazimierz Korybutiak, polnischer Pianist und Musikpädagoge
- 07. Oktober: Al Martino, US-amerikanischer Sänger († 2009)
- 11. Oktober: Tony Kinsey, britischer Jazz-Schlagzeuger († 2025)
- 11. Oktober: Pierre Doukan, französischer Geiger, Komponist und Musikpädagoge († 1995)
- 13. Oktober: Anita Kerr, US-amerikanische Sängerin, Arrangeurin, Komponistin, Dirigentin, Pianistin und Musikproduzentin († 2022)

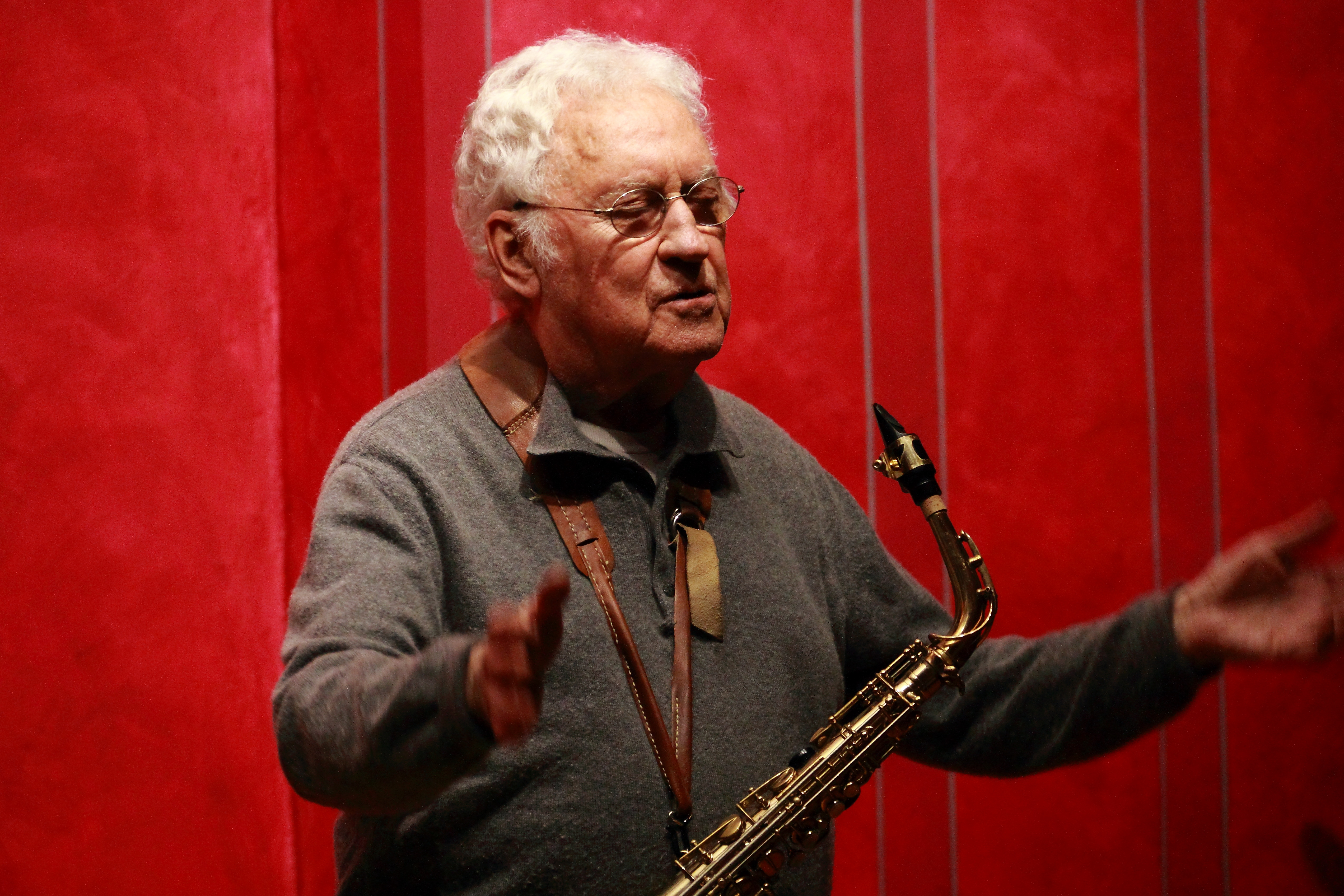
Lee Konitz; * 13. Oktober

- 13. Oktober: Lee Konitz, US-amerikanischer Musiker († 2020)
- 14. Oktober: Joyce Bryant, US-amerikanische Sängerin und Schauspielerin († 2022)
- 18. Oktober: Alba Solís, argentinische Tangosängerin und Schauspielerin († 2016)

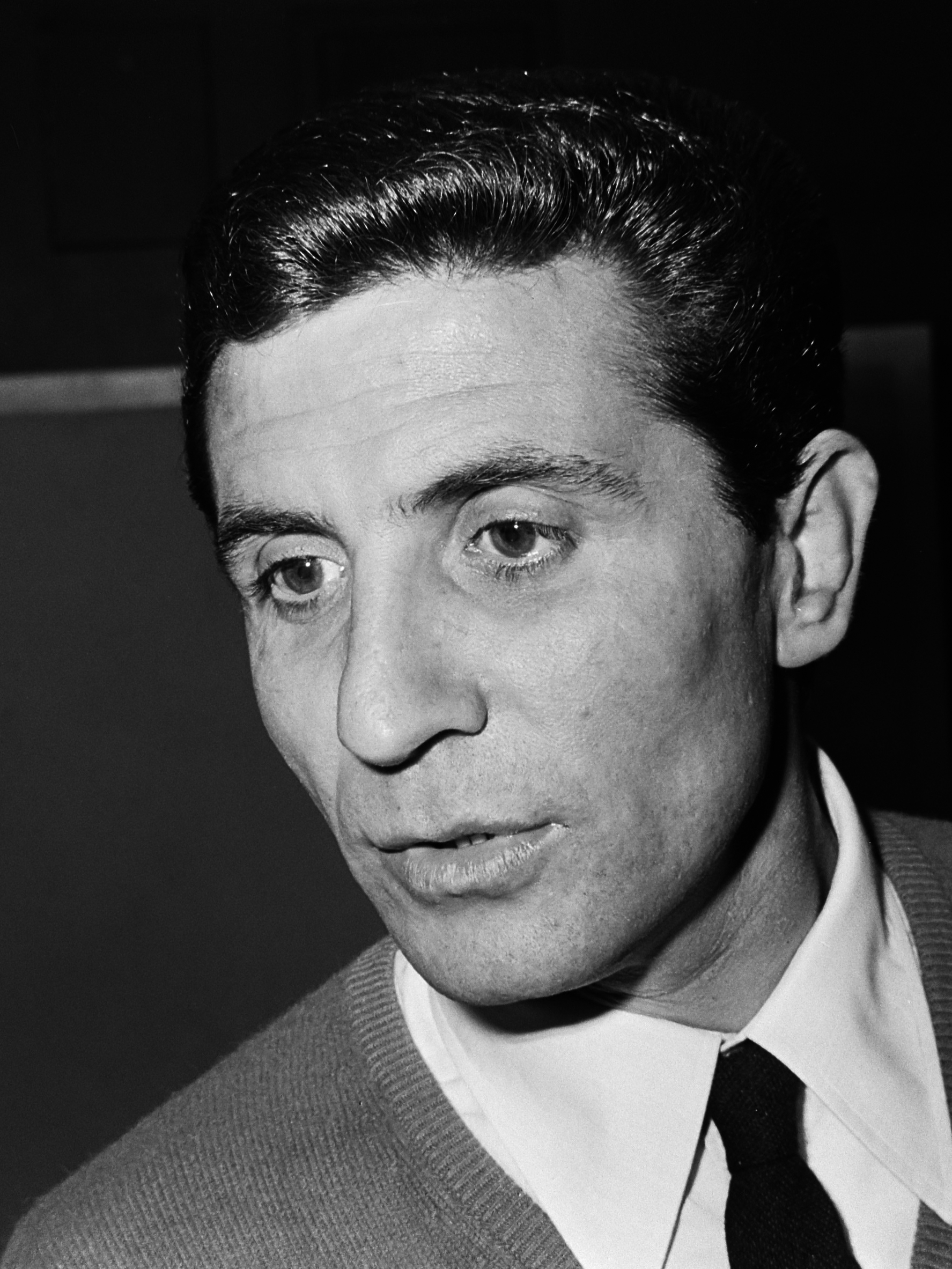
Gilbert Bécaud; * 24. Oktober

- 24. Oktober: Gilbert Bécaud, französischer Chansonnier († 2001)
- 24. Oktober: Jean-Claude Pascal, französischer Modedesigner, Schauspieler und Sänger († 1992)
- 27. Oktober: Dominick Argento, US-amerikanischer Komponist und Hochschullehrer († 2019)
- 28. Oktober: Cleo Laine, englische Sängerin und Schauspielerin († 2025)
- 28. Oktober: Armando Recio, dominikanischer Sänger
- 30. Oktober: Arnulf Klebel, österreichischer Orgelbauer († 2018)
- 30. Oktober: Weldon Rogers, US-amerikanischer Country-, Rockabilly-Musiker und Produzent († 2004)

### November
- 08. November: Ken Dodd, englischer Sänger, Schauspieler und Entertainer († 2018)
- 08. November: Patti Page, US-amerikanische Country- und Pop-Sängerin († 2013)
- 11. November: Mose Allison, US-amerikanischer Jazz-Pianist und Sänger († 2016)
- 13. November: Tomás Rivera Morales, puerto-ricanischer Komponist, Cuatrospieler und Musikpädagoge († 2001)
- 14. November: Narciso Yepes, spanischer klassischer Gitarrist († 1997)
- 16. November: Clayton Love, US-amerikanischer Bluespianist und Sänger († 2010)
- 18. November: Liane Augustin, österreichische Sängerin, Diseuse, Schauspielerin und Synchronsprecherin († 1978)
- 18. November: Lawrence Moss, US-amerikanischer Komponist und Musikpädagoge († 2022)
- 18. November: Carmen Delia Dipiní, puerto-ricanische Sängerin († 1998)
- 19. November: Joe Hunter, US-amerikanischer Musiker († 2007)
- 19. November: Günter Kallmann, deutscher Chorleiter, Sänger und Komponist († 2016)
- 21. November: Sissel Castberg, norwegische Schriftstellerin, Journalistin, Liedtexterin und Aktivistin der Lesbenbewegung († 1988)
- 22. November: Jimmy Knepper, US-amerikanischer Jazz-Posaunist († 2003)
- 24. November: Emma Lou Diemer, US-amerikanische Komponistin und Professorin († 2024)
- 27. November: Klawdija Iwanowna Chabarowa, sowjetische bzw. russische Theater- und Film-Schauspielerin sowie Sängerin († 2014)
- 30. November: Georg Feder, deutscher Haydn-Forscher und Musikwissenschaftler auf dem Gebiet der Musikphilologie († 2006)
- 30. November: Osvaldo Ribó, argentinischer Tangosänger († 2015)

### Dezember
- 02. Dezember: Ghasisa Schubanowa, kasachische Komponistin († 1993)
- 03. Dezember: Janusz Dolny, polnischer Pianist und Musikpädagoge († 2008)
- 03. Dezember: Andy Williams, US-amerikanischer Popsänger und Entertainer († 2012)
- 06. Dezember: Jacques Bondon, französischer Komponist († 2008)
- 07. Dezember: Jorge Fontenla, argentinischer Pianist, Dirigent und Komponist († 2016)
- 09. Dezember: Helmut Moog, deutscher Pädagoge mit Schwerpunkt „Musik in der Sonderpädagogik“
- 12. Dezember: Dennis Herrold, US-amerikanischer Rockabilly-Musiker († 2002)
- 16. Dezember: Heino Hallhuber, deutscher Tänzer, Choreograph und Schauspieler († 2021)
- 17. Dezember: Walter Kraxner, österreichischer Lehrer, Komponist von Kärntnerliedern und Dichter († 2021)
- 23. Dezember: Pinocchio James, US-amerikanischer Rhythm-&-Blues- und Jazzsänger († n. 1960)
- 24. Dezember: Eugen Thomass, deutscher Filmkomponist († 2009)
- 25. Dezember: Ernie Andrews, US-amerikanischer Blues- und Jazzsänger († 2022)
- 25. Dezember: Ram Narayan, indischer Sarangispieler († 2024)
- 26. Dezember: Denis Quilley, britischer Schauspieler und Sänger († 2003)
- 27. Dezember: Bill Crow, US-amerikanischer Jazzbassist

### Genaues Geburtsdatum unbekannt
- Ravi Bellare, indischer Tablaspieler und Musikpädagoge, Musikwissenschaftler, Tänzer und bildender Künstler († 2005)
- Luli Oswald, brasilianische Pianistin und Klavierpädagogin († 2005)
- Hermann Schäfer, deutscher Komponist, Musikpädagoge und -wissenschaftler († 2009)
- Liliane Wasserfallen-Rougemont, Schweizer Jazzmusikerin († 2014)
- Jerzy Zgodziński, polnischer Perkussionist und Musikpädagoge († 1996)

## Gestorben
- 25. Januar: Mathilde Wendt, deutsche Musiklehrerin (* 1838)
- 29. Januar: Frank Nicholson Abernethy, britischer Organist, Chorleiter und Komponist (* 1864)
- 05. Februar: Joaquim Osório Duque Estrada, brasilianischer Dichter und Journalist (* 1870)
- 18. Februar: Paul Steindorff, US-amerikanischer Dirigent (* 1864)

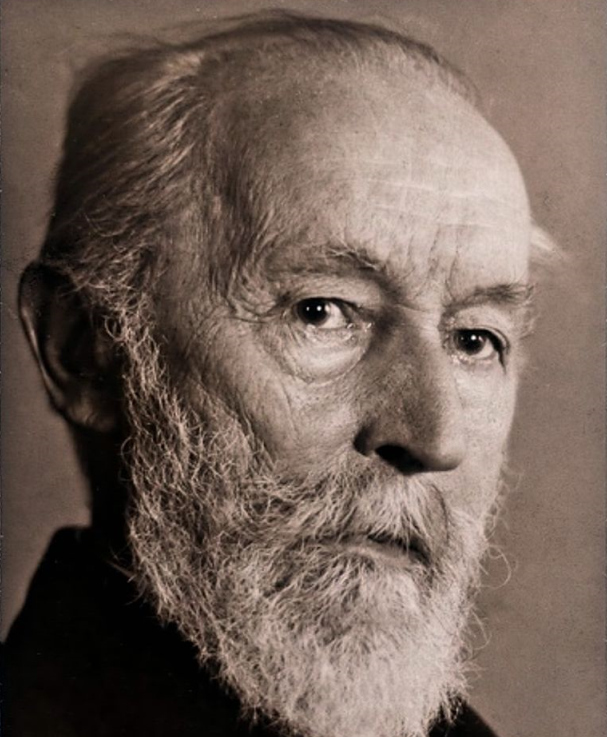
Robert Fuchs; † 19. Februar

- 19. Februar: Robert Fuchs, österreichischer Komponist (* 1847)
- 02. März: Marie Lipsius, deutsche Musikschriftstellerin (* 1837)
- 04. März: Romain-Octave Pelletier, kanadischer Organist und Komponist (* 1843)
- 12. März: Walter Henry Rothwell, englischer Dirigent (* 1872)
- 13. März: Hermann Richard Hansen, deutscher Marinesoldat und Musiker (* 1886)
- 25. März: Christian Heinrich Menzner, deutscher Ingenieur und Komponist (* 1851)
- 06. April: Demeter Popovici, rumänischer Opernsänger, Gesangspädagoge und Operndirektor (* 1859)
- 14. April: Josef Mödlinger, österreichischer Opernsänger (* 1848)
- 30. Mai: Arnold Niggli, Schweizerischer Musikhistoriker und -kritiker (* 1843)

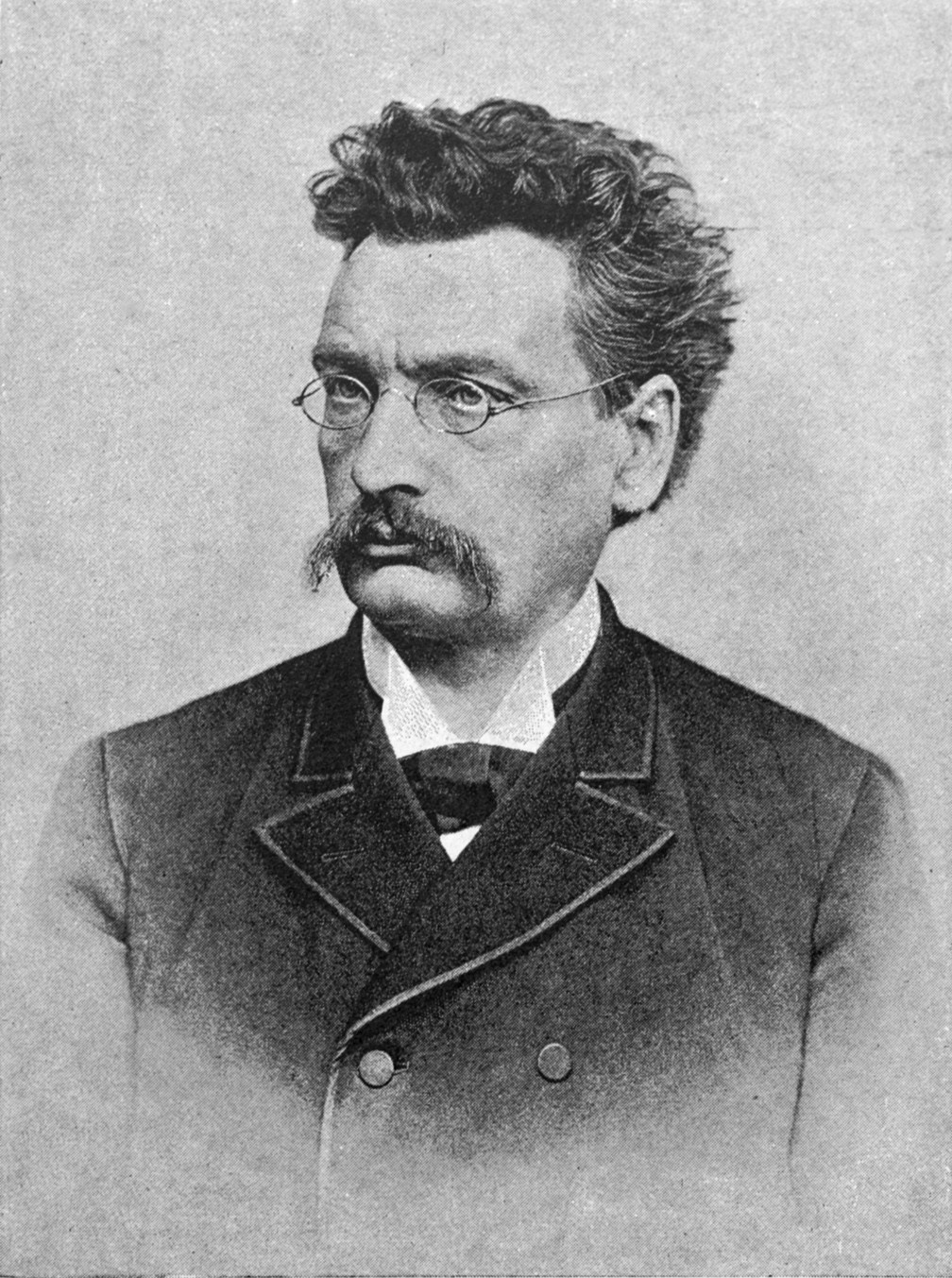
Friedrich Hegar; † 2. Juni

- 02. Juni: Friedrich Hegar, schweizerischer Komponist und Dirigent (* 1841)
- 14. Juli: Max Garrison, deutscher Opernsänger (* 1867)
- 17. Juli: Luise Adolpha Le Beau, deutsche Pianistin und Komponistin (* 1850)
- 26. Juli: Emilie Lasserre, Schweizer Feministin und Komponistin (* 1849)
- 05. August: Joseph O’Mara, irischer Operntenor (* 1864)
- 13. August: Hermann Abert, deutscher Musikgelehrter (* 1871)
- 13. August: Árpád Doppler, ungarisch-deutscher Komponist (* 1857)
- 03. September: Ralph Lyford, US-amerikanischer Dirigent und Komponist (* 1882)
- 03. September: Felix Schmidt, deutscher Sänger und Gesangspädagoge (* 1848)

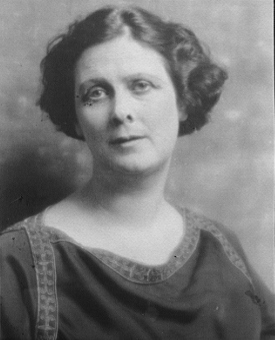
Isadora Duncan; † 14. September

- 14. September: Isadora Duncan, US-amerikanische Tänzerin (* 1877)
- 27. September: Anton Erl, deutscher Opernsänger (* 1846)
- 08. Oktober: Ange Flégier, französischer Komponist, Musikkritiker, Maler und Schriftsteller (* 1846)
- 25. Oktober: Fritz Espenhahn, deutscher Cellist (* 1862)
- 25. Oktober: Albert Roth-de Markus, Schweizer Musiker, Komponist, Erfinder, Schriftsteller, Verleger, Filmregisseur und Unternehmer (* 1861)
- 04. November: Ole Olsen, norwegischer Komponist und Militärmusiker (* 1850)
- 05. November: Wilhelm Bruch, deutscher Dirigent, Kapellmeister und Komponist (* 1854)
- 05. November: Carl Futterer, Schweizer Komponist und Musikpädagoge (* 1873)
- 20. November: Wilhelm Stenhammar, schwedischer Komponist, Pianist und Dirigent (* 1871)
- 23. November: Louis Charbonneau, kanadischer Cellist und Musikpädagoge (* 1865)
- 25. November: Alfred De Sève, kanadischer Violinist, Musikpädagoge und Komponist (* 1858)
- 01. Dezember: Fritz Steidl, deutscher Sänger und Theaterdirektor (* 1868)
- 04. Dezember: Wira Astafjewa, ukrainische Opernsängerin (* 1867)
- 10. Dezember: Johannes Schiller, deutscher Klavierbauer (* 1854)
- 12. Dezember: Rodolfo Zanni, argentinischer Komponist und Dirigent italienischer Abstammung (* 1901)
- 16. Dezember: Hugh Archibald Clarke, kanadischer Komponist (* 1839)
- 31. Dezember: Max Meyer-Olbersleben, deutscher Komponist (* 1850)